# Bjerg-vejrandøje
Bjergvejrandøjen (Lasiommata petropolitana) er en sommerfugl i takvingefamilien. Den er ikke hjemmehørende i Danmark, men er meget almindelig over det meste af det øvrige Europa og findes i Sverige så tæt på som i Skåne. Østpå findes den i Rusland til Sibirien. Bjergvejrandøjen holder af stenede steder i åbne skove, på stendiger, i grusgrave og i rabatter langs vejene. Hvorfor den er så sjælden i Danmark, er lidt af et mysterium. Den er kun fundet i to sikre eksemplarer i Nordsjælland. Flyvetiden er fra midt i maj til sidst i juni. 

## Udseende
Bjergvejrandøjen ligner meget skovvejrandøjen, men bjergvejrandøjen er den mindste af de to med et vingefang på kun 34 – 44 mm. Bjergvejrandøjen har også en tidligere flyvetid. Bjergvejrandøjen har tydelige striber på tværs hen over for- og bagvingen. Øjepletten på forvingen har tit små ekstra pletter omkring sig.

## Livscyklus
Bjergvejrandøjen har en enkelt generation over sommeren. Ægget klækkes efter 1-2 uger. Efter 4-6 uger er larven udvokset og er da omkring 30 mm lang. Når larven er udvokset forpupper den sig. Larven overvintrer i puppen og først efter 10 måneder klækkes den voksne sommerfugl.

## Foderplanter
Larven lever især på Almindelig hundegræs, rød svingel og fåresvingel.